# Ystad
Ystad je grad u Švedskoj u sastavu županije Skåne.

## Zemljopis
Grad se nalazi u južnoj Švedskoj na obalama Baltičkoga mora.
Ystad je točka na cesti europski pravac E65 (E65) od Malmöa u Švedskoj kroz gradove Świnoujście , Szczecin , Gorzów Wielkopolski , Prag , Brno , Bratislava , Jegersek , Zagreb , Rijeka , Split , Neum , Dubrovnik , Podgorica , Priština , Skoplje , Korint , Tripoli  prema gradu Haniji u Grčkoj.

## Stanovništvo
Prema podacima o broju stanovnika iz 2005. godine u gradu živi 17.286 stanovnika.

## Vanjske poveznice
- Službena stranica grada

### Ostali projekti
|  | Zajednički poslužitelj ima još gradiva o temi Ystad |